# Martainville (Calvados)
Ne doit pas être confondu avec Martinvast.
Pour les articles homonymes, voir Martainville.
Martainville est une commune française située dans le département du Calvados en région Normandie, peuplée de 119 habitants (les Martainvillais).

## Géographie
| Acqueville | Acqueville, Tournebu          | Tournebu                       |
| Angoville  | Martainville                  | Tournebu, Saint-Germain-Langot |
| Bonnœil    | Bonnœil, Saint-Germain-Langot | Saint-Germain-Langot           |

### Hydrographie
La commune est située dans le bassin Seine-Normandie. Elle est drainée par le ruisseau du Grand Etang, le Brouille, le ruisseau des Trois Minettes et le ruisseau de Martainville,,.

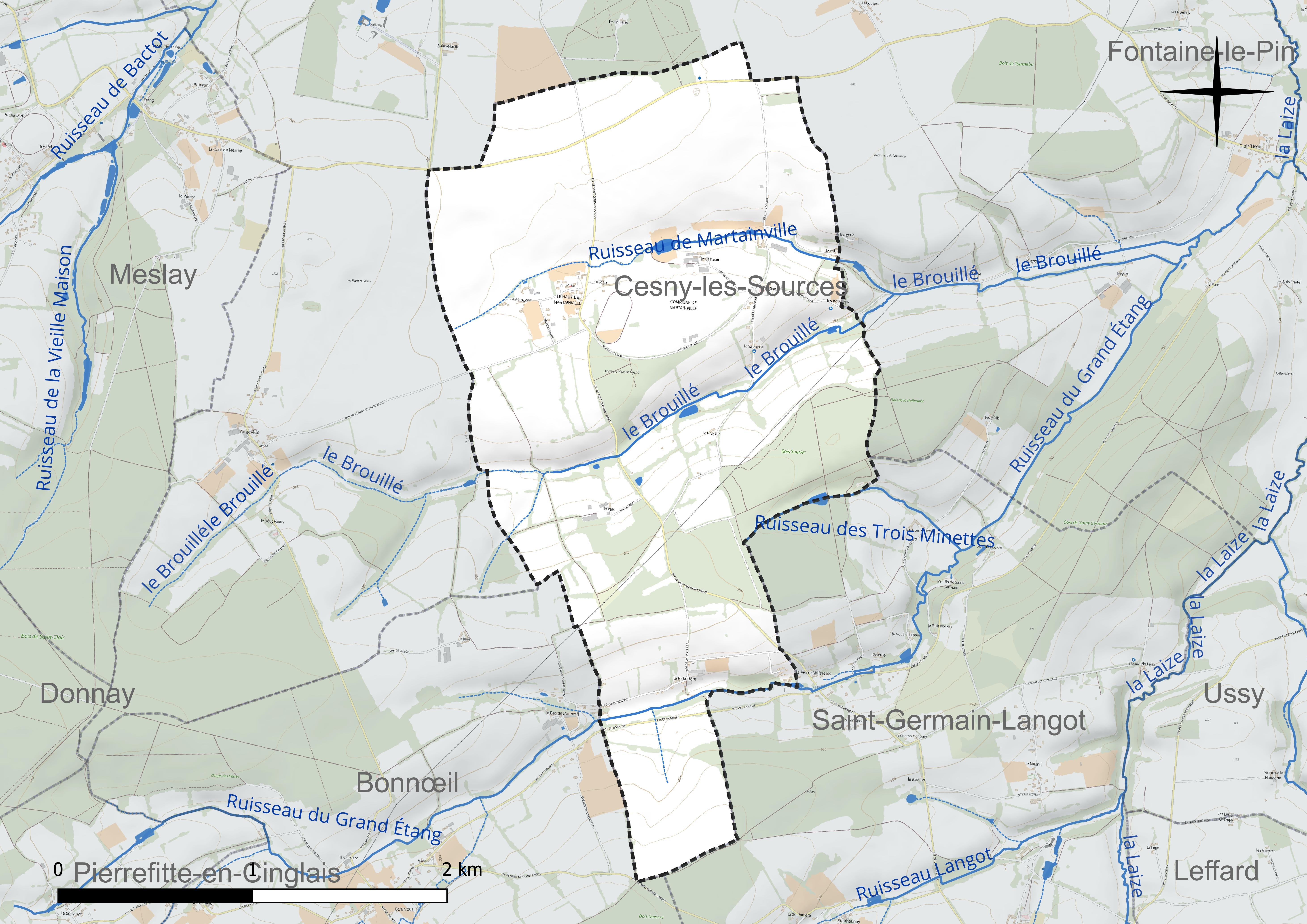
Réseau hydrographique de Martainville.

### Climat
Pour des articles plus généraux, voir Climat de la Normandie et Climat du Calvados.
En 2010, le climat de la commune est de type climat océanique franc, selon une étude du CNRS s'appuyant sur une série de données couvrant la période 1971-2000. En 2020, Météo-France publie une typologie des climats de la France métropolitaine dans laquelle la commune est exposée à un climat océanique et est dans la région climatique Normandie (Cotentin, Orne), caractérisée par une pluviométrie relativement élevée (850 mm/a) et un été frais (15,5 °C) et venté.
Pour la période 1971-2000, la température annuelle moyenne est de 10,2 °C, avec  une amplitude thermique annuelle de 12,8 °C. Le cumul annuel moyen de précipitations est de 839 mm, avec 12,7 jours de précipitations en janvier et 7,8 jours en juillet. Pour la période 1991-2020, la température moyenne annuelle observée sur la station météorologique la plus proche, située sur la commune de Fresney-le-Vieux à 6 km à vol d'oiseau, est de 10,8 °C et le cumul annuel moyen de précipitations est de 826,3 mm,. Pour l'avenir, les paramètres climatiques de la commune estimés pour 2050 selon différents scénarios d'émission de gaz à effet de serre sont consultables sur un site dédié publié par Météo-France en novembre 2022.

## Urbanisme

### Typologie
Au 1er janvier 2024, Martainville est catégorisée commune rurale à habitat très dispersé, selon la nouvelle grille communale de densité à 7 niveaux définie par l'Insee en 2022.
Elle est située hors unité urbaine. Par ailleurs la commune fait partie de l'aire d'attraction de Caen, dont elle est une commune de la couronne,. Cette aire, qui regroupe 296 communes, est catégorisée dans les aires de 200 000 à moins de 700 000 habitants,.

### Occupation des sols
L'occupation des sols de la commune, telle qu'elle ressort de la base de données européenne d'occupation biophysique des sols Corine Land Cover (CLC), est marquée par l'importance des territoires agricoles (92,2 % en 2018), une proportion identique à celle de 1990 (92,2 %). La répartition détaillée en 2018 est la suivante : 
terres arables (44,6 %), prairies (42,4 %), forêts (7,8 %), zones agricoles hétérogènes (5,2 %). L'évolution de l'occupation des sols de la commune et de ses infrastructures peut être observée sur les différentes représentations cartographiques du territoire : la carte de Cassini (XVIIIe siècle), la carte d'état-major (1820-1866) et les cartes ou photos aériennes de l'IGN pour la période actuelle (1950 à aujourd'hui).

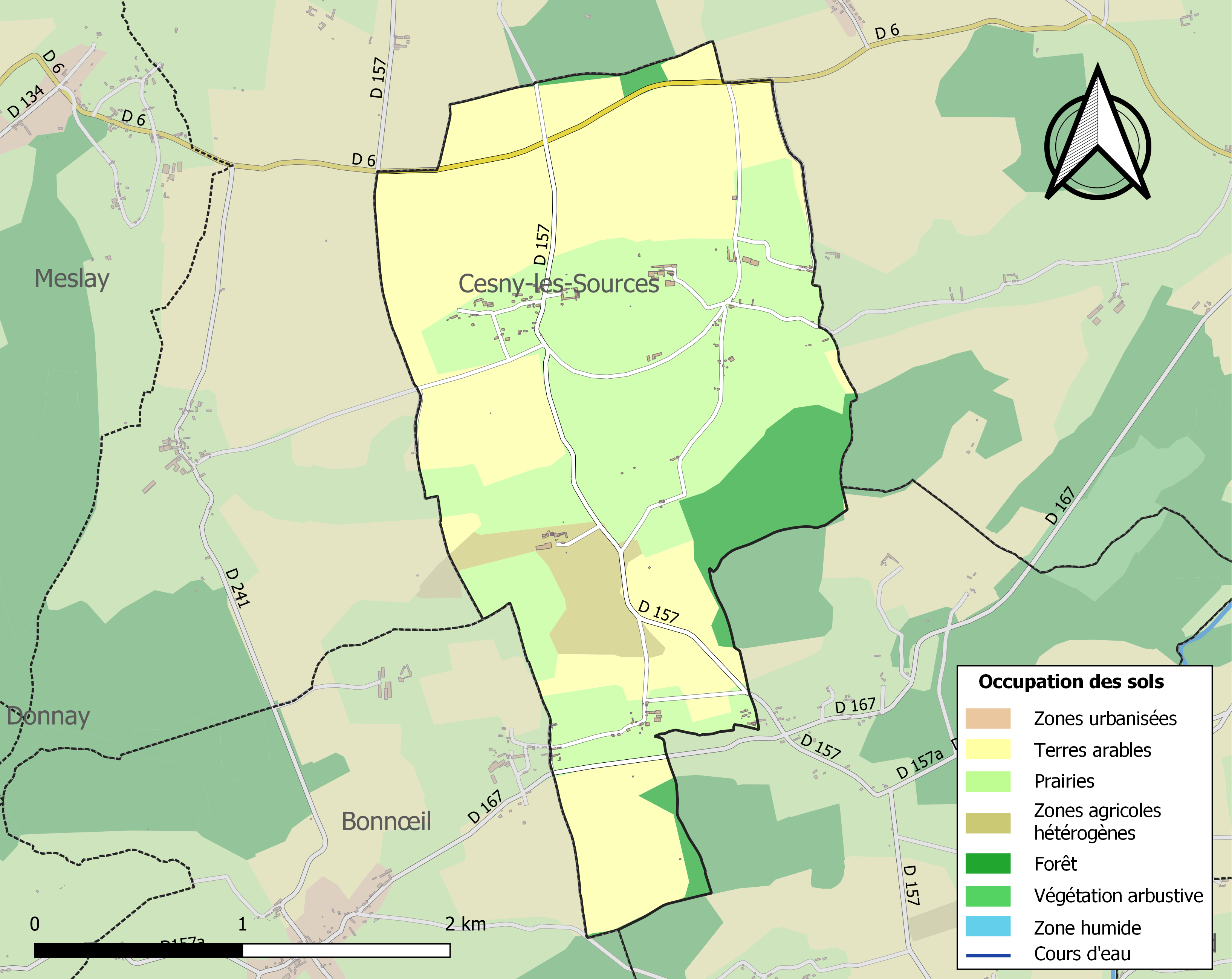
Carte des infrastructures et de l'occupation des sols de la commune en 2018 (CLC).

## Toponymie
Le toponyme est attesté sous la forme Martinvilla en 1030. Il est issu de l'anthroponyme latin ou roman Martinus et de l'ancien français ville dans son sens originel de « domaine rural ».

## Politique et administration
| Période                                  | Période   | Identité                               | Étiquette | Qualité     |
| ---------------------------------------- | --------- | -------------------------------------- | --------- | ----------- |
| 1814                                     | 1830      | Louis Alexandre Subtil de Martainville |           |             |
| 1830                                     | 1837      | Jean Jacques Pollet                    |           |             |
| 1837                                     | 1841      | François Beaunieux                     |           |             |
| 1842                                     | ?         | Denis d'Angerville                     |           |             |
| ?                                        | ?         | Césaire Duclos                         |           |             |
| ?                                        | ?         | Louis Guérin                           |           |             |
| ?                                        | ?         | Albert Driquert                        |           |             |
| ?                                        | ?         | Arthur Gauchard                        |           |             |
| ?                                        | ?         | Arthur Driquert                        |           |             |
| ?                                        | ?         | Joseph Gauchard                        |           |             |
| 1983                                     | mars 2008 | Yvon Guérard                           | SE        |             |
| mars 2008                                | En cours  | Guy Anne                               | SE        | Agriculteur |
| Les données manquantes sont à compléter. |           |                                        |           |             |

Le conseil municipal est composé de onze membres dont le maire et deux adjoints.

## Démographie
L'évolution du nombre d'habitants est connue à travers les recensements de la population effectués dans la commune depuis 1793. Pour les communes de moins de 10 000 habitants, une enquête de recensement portant sur toute la population est réalisée tous les cinq ans, les populations de référence des années intermédiaires étant quant à elles estimées par interpolation ou extrapolation. Pour la commune, le premier recensement exhaustif entrant dans le cadre du nouveau dispositif a été réalisé en 2008.
En 2022, la commune comptait 119 habitants, en évolution de −0,83 % par rapport à 2016 (Calvados : +1,58 %, France hors Mayotte : +2,11 %).
Martainville a compté jusqu'à 243 habitants en 1821.
| 1793 | 1800 | 1806 | 1821 | 1831 | 1836 | 1841 | 1846 | 1851 |
| ---- | ---- | ---- | ---- | ---- | ---- | ---- | ---- | ---- |
| 224  | 210  | 221  | 243  | 204  | 213  | 215  | 231  | 239  |

| 1856 | 1861 | 1866 | 1872 | 1876 | 1881 | 1886 | 1891 | 1896 |
| ---- | ---- | ---- | ---- | ---- | ---- | ---- | ---- | ---- |
| 233  | 218  | 230  | 201  | 227  | 199  | 201  | 203  | 202  |

| 1901 | 1906 | 1911 | 1921 | 1926 | 1931 | 1936 | 1946 | 1954 |
| ---- | ---- | ---- | ---- | ---- | ---- | ---- | ---- | ---- |
| 200  | 168  | 148  | 111  | 114  | 111  | 99   | 101  | 104  |

| 1962 | 1968 | 1975 | 1982 | 1990 | 1999 | 2006 | 2008 | 2013 |
| ---- | ---- | ---- | ---- | ---- | ---- | ---- | ---- | ---- |
| 106  | 94   | 89   | 78   | 96   | 96   | 98   | 98   | 114  |

| 2018 | 2022 | - | - | - | - | - | - | - |
| ---- | ---- | - | - | - | - | - | - | - |
| 119  | 119  | - | - | - | - | - | - | - |

## Culture locale et patrimoine

### Lieux et monuments
- Église Saint-Sylvain du XVe siècle.
- Vestiges du château du XIXe siècle.
- Les restes d'une très grande enceinte de terre[25].

### Héraldique
| armes de Martainville | Les armes de la commune de Martainville se blasonnent ainsi : D'or au lion léopardé contourné de sable, accompagné de deux quintefeuilles du même, l'une en chef à dextre et l'autre en pointe. |